# میکیئو ناریتا
میکیئو ناریتا (به ژاپنی: 成田三樹夫 Narita Mikio)؛(۳۱ ژانویهٔ ۱۹۳۵ – ۹ آوریل ۱۹۹۰) هنرپیشه اهل ژاپن بود.
از فیلم‌ها و مجموعه‌های تلویزیونی‌ای که وی در آن نقش داشته‌است، می‌توان به سامورایی شوگون، حلول سامورایی، میتو کومون و اونیماسا اشاره کرد.